# Милованович, Марко (футболист, 2003)
Марко Милованович (серб. Марко Миловановић; родился 4 августа 2003, Смедерево) — сербский футболист, нападающий испанского клуба «Альмерия».

## Клубная карьера
Воспитанник футбольной академии белградского клуба «Партизан». 17 июля 2021 года дебютировал в основном составе Партизана, выйдя на замену Немане Йовичу в матче против «Пролетера». 1 декабря 2021 года забил свой первый гол за клуб в матче Кубка Сербии против «Дубочицы». Через пять дней забил свой первый гол в сербской Суперлиге в матче против «Нови-Пазара».

## Карьера в сборной
Выступал за сборную Сербии до 19 лет.